# Мутнянка
Мутнянка (словац. Mútňanka) — річка в Словаччині; притока Б'єлої Орави. Протікає в окрузі Наместово.
Довжина — 22 км; площа водозбору 70,55 км². Витікає в масиві Оравські Бескиди — в частині Пілско (схил гори Поланіца) — на висоті 1245 метрів. Впадають Бистрий потік і Бенядовський потік.
Впадає в Б'єлу Ораву біля села Бреза на висоті 642 метри.